# .cv
.cv ist die länderspezifische Top-Level-Domain (ccTLD) von Kap Verde. Sie existiert seit dem 21. Oktober 1996 und wird von der Agência Nacional das Comunicações (ANAC) (portugiesisch, etwa Nationale Agentur für Kommunikation) verwaltet.

## Eigenschaften
Jede natürliche oder juristische Person darf eine .cv-Domain registrieren, ein Wohnsitz oder eine Niederlassung im Land sind nicht erforderlich. Domains können sowohl auf zweiter, als auch dritter Ebene angemeldet werden. Es existieren folgende Adressbereiche:
- .com.cv für kommerzielle Unternehmen
- .edu.cv für Bildungseinrichtungen
- .gov.cv für die Regierung von Kap Verde
- .net.cv für Internetdienstleister
- .org.cv für gemeinnützige Organisationen
- .publ.cv für Zeitungen